# Lo Mutuc
Lo Mutuc (nascida Charlyne Amanda Yi; Los Angeles, 4 de janeiro de 1986), é intérprete, comediante, musicista e escritora americana. Ficou conhecida por interpretar a Drª Chi Park na série House, e por dublar personagens em séries animadas, como as Rubis em Steven Universe e sua continuação Steven Universe Future, Chloe Park em We Bare Bears, Alice em Summer Camp Island e Mai em Next Gen.
Seu trabalho como roteirista estreou com o longa-metragem Paper Heart, que recebeu o Prêmio Waldo Salt de Roteiro no Festival de Sundance de 2009. Como comediante, Yi é conhecida por performances que combinam música, mágica, jogos e, frequentemente, a participação da plateia.

## Biografia
Charlyne Amanda Yi nasceu em 4 de janeiro de 1986, em Los Angeles, Califórnia, Estados Unidos. Seus pais são Lydia Yi, descendente de filipinos e espanhóis, e Luciano Yi, de ascendência coreana. Yi estudou na Universidade da Califórnia, Riverside antes de embarcar em sua carreira no entretenimento. Desde os tempos de escola, demonstrou interesse precoce por apresentações artísticas. Durante seus estudos na faculdade no Bloomington High School, Charlyne participou ativamente de produções teatrais.

## Carreira
Charlyne iniciou sua carreira artística se apresentando em Bloomington, Califórnia. Após concluir o ensino médio, começaram a realizar apresentações em Los Angeles, em locais como The Steve Allen Theater e no teatro do grupo de comédia Upright Citizens Brigade. Em 2005 e 2006, participou do festival de comédia de Nova Iorque e, em 2007, do festival de comédia dos Estados Unidos transmitido pela da HBO, realizado em Aspen, Colorado.
A estreia de Charlyne no cinema foi no filme Knocked Up (2007), de Judd Apatow. Em 2008, participaram do show de comédia Apatow for Destruction Live, realizado durante o festival Just for Laughs em Montreal.
No filme Paper Heart (2009), descrito como um "documentário híbrido", Yi atuou como produtora executiva e corroteirista, além de interpretar uma versão fictícia de si mesma, ao lado de Michael Cera.
Em 2009, Yi foi incluída na lista "25 Under 25" da revista Venus Zine, que destacava mulheres notáveis com menos de 25 anos. No mesmo ano, participou do videoclipe da música "Rabbit Habits", da banda experimental Man Man, ao lado de Fred Armisen, integrante do programa Saturday Night Live.
Yi também formou a banda The Glass Beef junto com Paul Rust. A dupla compartilha um único violão elétrico e ambos assumem os vocais principais. Em 2006, lançaram o álbum de estreia The Farewell Album, produzido por John Spiker, baixista do Tenacious D. Yi também apareceu no videoclipe da música "Song Away", da banda Hockey, e atualmente faz parte da banda Sacred Destinies.
Entre outubro de 2011 e maio de 2012, Yi interpretou a Dra. Chi Park na série de televisão House, da Fox. A personagem era uma médica jovem com dificuldades de gerenciamento de raiva, marcando um papel importante em sua carreira televisiva.
Em 2015 entrou para o elenco de Steven Universo onde dubla a personagem Rubi.
Em 2016 entrou para o elenco da websérie Love, onde interpreta Cori.
Em 2018 participou da série Lúcifer como Ray-Ray, no papel do fantasma da amiga da Srta Ella Lopez (interpretada por Aimee Garcia), no episódio 25 da 3.ª Temporada "Grande coisa, normal".

## Vida pessoal
Lo é assexual de gênero fluido e utiliza os pronomes they.

## Filmografia

### Filmes
| Ano  | Título                                      | Papel         | Nota                                       |
| ---- | ------------------------------------------- | ------------- | ------------------------------------------ |
| 2007 | Ligeiramente Grávidos                       | Jodi          |                                            |
| 2008 | Cloverfield - Monstro                       | Figurante     |                                            |
| 2008 | Os Aloprados                                | Jody          |                                            |
| 2009 | Paper Heart                                 | Charlyne Yi   | Nomeada – Melhor atriz de filme de comédia |
| 2009 | All About Steve                             | Figurante     |                                            |
| 2012 | Bem-vindo aos 40                            | Jodi          |                                            |
| 2017 | LEGO Ninjago: O Filme                       | Terri IT Nerd |                                            |
| 2017 | Nunca Convide Seu Ex                        | Claire        |                                            |
| 2017 | Artista do Desastre                         | Safoya        |                                            |
| 2018 | Uma Nova Chance                             | Ariana        |                                            |
| 2018 | Next Gen                                    | Mai           | Dublagem                                   |
| 2019 | Meu Eterno Talvez                           | Ginger        |                                            |
| 2019 | Jexi                                        | Elaine        |                                            |
| 2019 | Steven Universe: O Filme                    | Ruby          | Dublagem                                   |
| 2020 | Trolls 2                                    | Pennywhistle  | Dublagem                                   |
| 2021 | A Família Mitchell e a Revolta das Máquinas | Abbey Posey   | Dublagem                                   |
| 2022 | O Dragão do Meu Pai                         | Magda         | Dublagem                                   |

### Séries
| Ano       | Título                                           | Papel            | Nota                                              |
| --------- | ------------------------------------------------ | ---------------- | ------------------------------------------------- |
| 2006      | Help Me Help You                                 | Charlyne         | Episódio 10 da temporada 1 (episódio não exibido) |
| 2007      | 30 Rock                                          | Grace Park       | Episódio: "The C Word"                            |
| 2007      | Cold Case: Arquivo Morto                         | Garota idiota    | Episódio 20 da temporada 4                        |
| 2011-2012 | House                                            | Dr. Chi Park     | 21 eposódios                                      |
| 2018      | Lucifer                                          | Ray-Ray / Azrael | 2 episódios                                       |
| 2022      | O Gabinete de Curiosidades de Guillermo del Toro | Charlotte Xie    | Episódio 7 da temporada 1                         |